# Orangeville A's
Orangeville A's fue un equipo profesional de baloncesto de la NBL con sede en la ciudad de Orangeville, el equipo se fundó en el 2012 con el nombre de Brampton A's e ingresó a la liga en la temporada 2013-14. Su partidos como local se jugaban en el Athlete Institute.